# Rádio Mayrink Veiga
Rádio Mayrink Veiga foi uma emissora de rádio carioca fundada em 21 de janeiro de 1926. Foi o reduto de novos talentos e ícone da chamada Era do Rádio. Teve o radialista César Ladeira como diretor artístico, a partir de 1933. Foi líder de audiência nos anos 1930, até o surgimento da Rádio Nacional do Rio de Janeiro.
Na emissora estrearam Carmen Miranda e sua irmã Aurora. Ao longo da década de 1930, a Mayrink emplacou programas que marcaram época, como Canção do dia, com Lamartine Babo; Trem da Alegria, com Lamartine Babo, Yara Salles e Heber de Bôscoli; Picolino, com Barbosa Junior; Horas do outro mundo, com Renato Murce, e o Programa Casé, com Ademar Casé.
O célebre humorístico PRK-30, criado e apresentado por Lauro Borges e Castro Barbosa, estreou na Mayrink Veiga em 1944, onde ficou por dois anos e retornou à emissora em 1955. Quatro anos depois, o programa voltou para a Rádio Nacional do Rio de Janeiro. 
Chico Anysio, levado por Haroldo Barbosa, foi o responsável por grandes sucessos na linha de programas cômicos da rádio. 
A Mayrink era a concessionária do canal 2 VHF do Rio de Janeiro, mas os planos de montar a TV não se concretizaram, e a TV Excelsior adquiriu a concessão em 1963.
Em 1961, a Rádio Mayrink Veiga, que tinha como diretor do departamento político e jornalístico Hiram Athaydes Aquino, participou da chamada Cadeia da Legalidade, uma rede de rádios nacionais organizada por Leonel Brizola para defender a posse de João Goulart, e posteriormente, da campanha pelas Reformas de Base, que serviram como justificativas para o então presidente Castelo Branco fechá-la, em julho de 1965, por meio do Mandado de Segurança nº 16.135.